# Krześnica Sarbinowo
Krześnica Sarbinowo – przystanek osobowy w Sarbinowie w Polsce, w województwie zachodniopomorskim, w powiecie myśliborskim, w gminie Dębno.